# Enrico Toselli
Enrico Toselli (ur. 13 marca 1883 we Florencji, zm. 15 stycznia 1926 tamże) – włoski kompozytor, pianista. Znany z popularnej serenady (op. 6 nr 1, Rimpianto) oraz ze skandalizującego romansu i małżeństwa z arcyksiężniczką austriacką Luizą Habsburg-Lotaryńską, która wcześniej porzuciła swego męża, przyszłego króla Saksonii Fryderyka Augusta III Wettyna.

## Życiorys i twórczość
Enrico Toselli urodził się 13 marca 1883 roku we Florencji. Był utalentowanym dzieckiem. Studiował muzykę pod kierunkiem Giovanniego Sgambatiego, który pomógł mu w rozpoczęciu kariery pianistycznej. Toselli stał się cenionym wirtuozem fortepianu, ale rozgłos zdobył przede wszystkim jako kompozytor pieśni na głos i fortepian, które pisał już w młodości.
Często gościł w Pałacu Kwirynalskim grając dla królowej Małgorzaty Sabaudzkiej i jej dworu i wzbudzając swą grą podziw. Studiował kompozycję pod kierunkiem Giuseppe Martucciego i Reginalda Grazziniego. W 1900 roku napisał serenadę op. 6 do tekstu Alfreda Silvestriego. Serenada ta, pierwotnie przeznaczona na kwartet smyczkowy została przetranskrybowana na fortepian przez samego kompozytora stając się jego najpopularniejszym utworem.
Kilka lat później Toselli, już jako spełniony kompozytor i pianista spotkał arcyksiężniczkę Luizę Habsburg-Lotaryńską, która wcześniej porzuciła swego małżonka, Fryderyka Augusta III Wettyna. W 1907 roku, po publikacji swej serenady, kompozytor uciekł ze swoją kochanką, wywołując sensacyjny skandal. Oboje pobrali się w Londynie legalizując 25 września 1907 roku swoje małżeństwo w konsulacie włoskim. O fakcie tym natychmiast poinformowała prasa w całej Europie, a Toselli zyskał złą sławę niemającą nic wspólnego z jego karierą artystyczną. Zaczął miotać się bez celu, mieszkał na przemian w Fiesole i Florencji, a później podróżował z miasta do miasta, zatrzymując się między innymi w Viserbie, Wenecji, Rapallo, Santa Margherita Ligure, Lugano, Genewie i Montreux. W jego małżeństwie pojawiły się kłopoty finansowe. O ile Luiza rekompensowała je otrzymując apanaże z Drezna, o tyle Toselli musiał odrzucać intratne propozycje koncertowe, ponieważ były one uwarunkowane obecnością jego małżonki. Zgodził się natomiast dać 23 listopada 1907 roku koncert w konserwatorium w Mediolanie, w którym koniecznie chciała towarzyszyć mu Luiza. Jednak większość publiczności, zgodnie z jego obawami, przybyła na koncert jedynie dla sensacji, jaką wzbudzało jego małżeństwo; z tych samych powodów musiał znosić ataki prasy. W pojedynkę udało mu się jedynie wystąpić w Genui i w Warszawie. 7 maja 1908 roku urodził się ich syn, Carlo Emmanuele Filiberto, zwany Buby. Ich związek zaczynał się psuć. Rok 1910 stał pod znakiem eskapad Tosellego po całej Europie. W październiku 1911 roku Luiza opublikowała w Londynie autobiograficzną książkę La mia storia, wydaną również we Włoszech. W tym samym miesiącu po gwałtownej kampanii prasowej przeciwko niemu, kierowanej przez Luizę, Toselli zdecydował się odebrać jej ich syna i powierzyć go swoim rodzicom. Ich wspólne życie zmierzało w kierunku separacji. Tę orzekł sąd we Florencji 21 listopada, potwierdzając ją 9 kwietnia 1912 roku. W 1913 roku Enrico Toselli i Luiza rozstali się. Wcześniej, w 1912 roku Luiza napisała libretto do operetki Tosellego La cattiva Francesca. Była również współautorką libretta do jego drugiej operetki, La principessa bizzarra, która miała swoją premierę w 1913 roku. W tym samym roku została opublikowana książka-pamiętnik Tosellego, Mari d’altesse: 4 ans de mariage avec Louise de Toscane, ex-Princesse de Saxe, poświęcona jego związkowi z księżniczką.
Po rozstaniu z Luizą Toselli powrócił do działalności muzycznej. Ostatnie lata życia w rodzinnej Florencji upłynęły mu na komponowaniu, nauczaniu muzyki i sporadycznych występach teatralnych. Nie zdołał jednak powtórzyć sukcesu z lat młodości. Zmarł 15 stycznia 1926 roku.

## Spuścizna
Melodyjna i sentymentalna serenada op. 6 zapewniła Tosellemu trwałe miejsce w historii muzyki. Doczekała się ona zarówno wersji wokalnych (między innymi Jussi Björling, Beniamino Gigli, Mario Lanza, Alfredo Kraus), jak i instrumentalnych (Boston Pops Orchestra, dyrygent Arthur Fiedler i skrzypek André Rieu). Oprócz niej w dorobku kompozytorskim Tosellego znajdują się liczne pieśni, dzieła muzyki kameralnej, wspomniane wyżej dwie operetki oraz poemat symfoniczny Il fuoco, inspirowany powieścią Gabriele D’Annunzio pod tym samym tytułem.